# Орден Два Нила (Судан)
Орден Два Нила (Арапски језик: وسام النيلين, изговор: Wisām an-Nīlayni) је државно одликовање Судана основано 16. новембра 1961. године за време војне владе Ибрахима Абуда. Орден два Нила – Бијели и Плави Нил – је друга највиша част Судана после Ордена Републике. Орден се даје суданцима и странцима, цивилима и војсци, који су пружили велике услуге држави. Орден има пет класа.

## Класе
| Назив                   | Слика | Напомена                                                                  |
| ----------------------- | ----- | ------------------------------------------------------------------------- |
| Класа I, Велики кордон  |       | Додељује се шефу државе и амбасадорима у Судану на крају њиховог мандата. |
| Класа II, Велики официр |       | Дато министрима и генералима.                                             |
| Класа III, Капетан      |       | Додељује се пуковницима, потпуковницима и цивилима сличног чина.          |
| Класа IV, Официр        |       | Додељује се мајорима и капетанима и цивилима сличног ранга.               |
| Класа V, Витез          |       | Додељује се поручницима и нижим војним чиновима и цивилима сличног ранга. |

## Опис ордена, значке и траке
Има пет степени. Први се додељује шефовима држава, други министрима и генералима, трећи (значка на вратној врпци) пуковницима, потпуковницима и цивилима који су им изједначени по чину, четврти (значка на рукаву са розетом) капетанима и мајорима, пети (значка на врпци на грудима) млађим поручницима и нижим чиновима.
Звијезда, појас и значка чине ознаку прве класе. Звијезда има десет тачака и позлаћена је. Десетокрака звијезда се ствара постављањем двије петокраке звијезде са скраћеним зрацима једна на другу. Површине звезда су прекривене вертикалним и, сходно томе, хоризонталним зрацима. Звијезда се састоји од четири слоја и посебно је огромна (102 mm) и тешка (8 1⁄2 унци). Бијели медаљон од 40 mm налази се у средини са натписом у тамно плавој боји: "Ел Нилеин арапски: النيلين", или "Два Нила" на арапској калиграфији. Златни медаљон је причвршћен за траку помоћу прелазног елемента у облику привјеска носорога. Носорог је био амблем Републике Судан све док није постао Демократска Република Судан и променио амблем 1985. године у секретарицу. Трака је краљевски плави моирé са двије бијеле пруге од 5 мм према свакој ивици и широка је 51 мм. Значка је истог узорка, али мања, пречника 58 mm across.
Класа II се састоји од звезде и вратне значке, класа III се састоји од значке за врат, а класа IV и V се састоји од значки на грудима. Ознаке су израдили Garrard & Co (Лондон, Енглеска), Eng Leong Medallic Industries и Bichay (Каиро, Египат).
Звијезда ордена има исти облик као и значка ордена.
Трака је плава са двије бијеле пруге.

## Одликовани Срби
- Родољуб Чолаковић

## Галерија
- Легат Родољуба Чолаковића и Милице Зорић у Музеју Семберије у Бијељини